# Tolstoj (släkt)
Tolstoj eller Tolstoy (ryska: Толсто́й, tr. Tolstoj) är en framstående rysk grevlig adelsätt, vars mest kända medlem, Lev Tolstoj, var en framstående rysk författare (författare till storverken Krig och fred och Anna Karenina). Familjen har historiskt haft ett stort inflytande över rysk politik, militär historia, litteratur och konst.
Ättlingar till den senare bor sedan ryska revolutionen, förutom i Ryssland, även i Frankrike, Sverige (ointroducerad adel), Storbritannien, Tyskland och USA.[källa behövs] Godset Jasnaja Poljana, som hyser ett minnesmuseum över Lev Tolstoj, har länge tillhört ätten Tolstoj.

## Ursprung
Namnet Tolstoj är känt sedan åtminstone 1300-talet, och enligt traditionen är ättens stamfader en man vid namnet Indris. Han hade enligt uppgift tyskt ursprung och flyttade till Tjernigov under mitten av 1300-talet. Namnet Tolstoj kan härledas från ryskans "tjock, fet".

## Olika länder

### Sverige
Lev Tolstojs son, greve Lev Tolstoj (1869–1945), inflyttade till Sverige och var gift med Dorothea (Dora) Westerlund, dotter till doktor Ernst Westerlund i Enköping. De har ättlingar med efternamn Tolstoy, Paus, Ceder och andra namn. Till den svenska grenen hör, bland andra, sångerskan Viktoria Tolstoy (ursprungligen Kjellberg) och komikern Dag Tolstoy. Hans ättlingar i Pausfamiljen äger godset Herresta.
I Sverige är ätten medlem av Ointroducerad adels förening. Ätten skriver namnet Tolstoy.

### Storbritannien
I Storbritannien bor, bland andra ättemedlemmar, historikern och monarkisten Nikolaj Tolstoj(en), samt dennes dotter Alexandra Tolstoj(en).

### Ryssland
Till den ryska ättegrenen räknas flera framstående ryssar, bland andra Pjotr Olegovitj Tolstoj, som 2016 valdes till vice ordförande i statsduman, och Vladimir Tolstoj, museidirektör för Jasnaja Poljana samt rådgivare till presidenten.

## Bilder

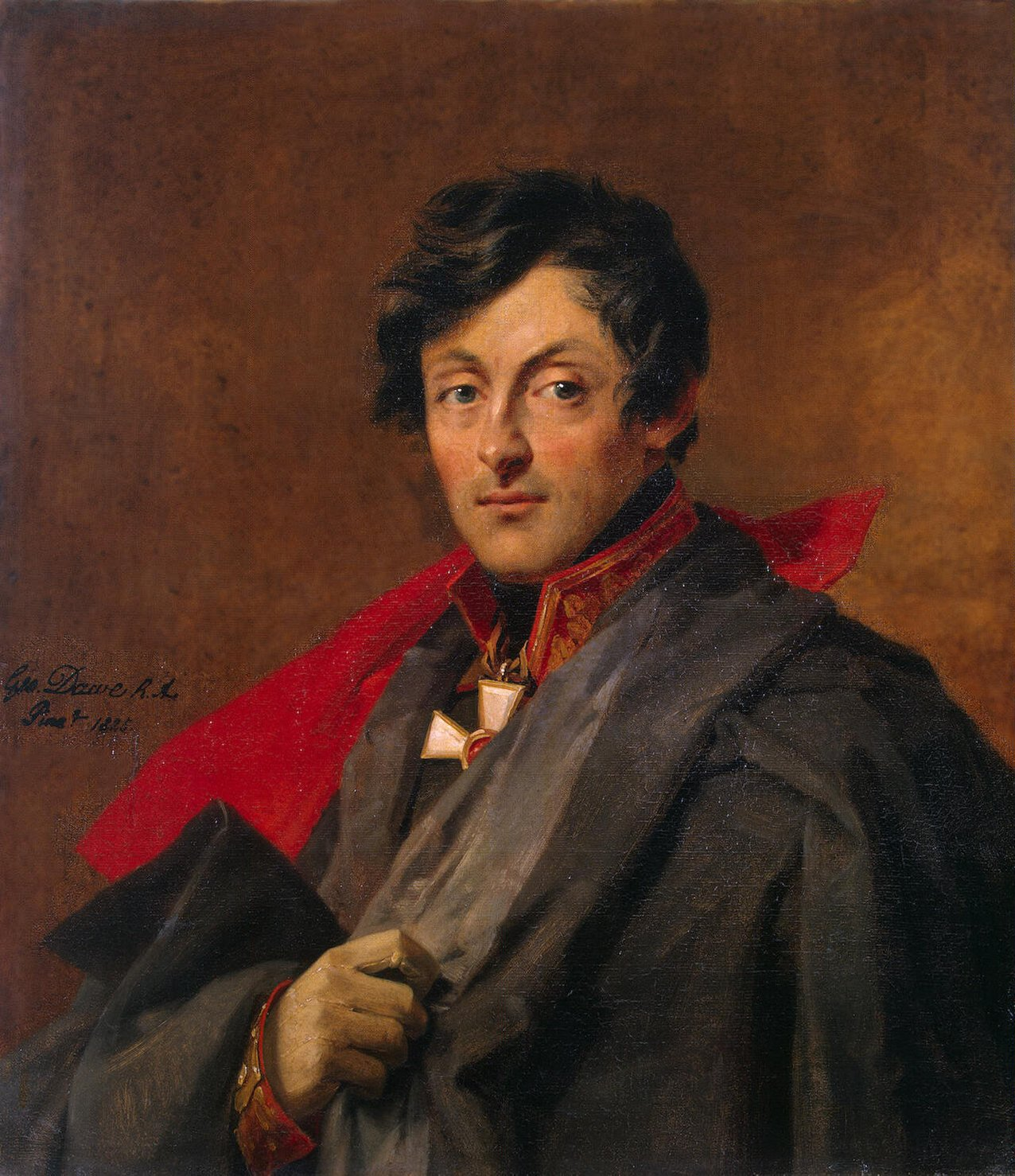
Aleksandr Osterman-Tolstoj (1770–1857), greve och general
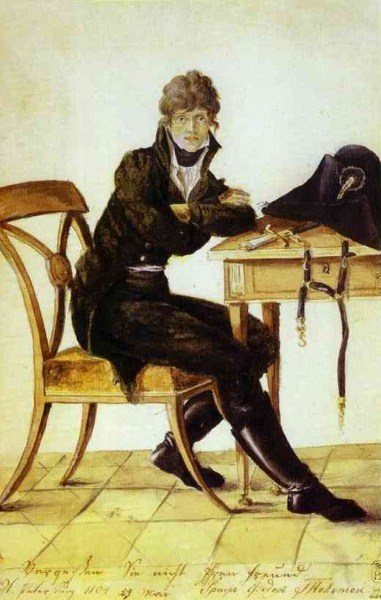
Fjodor Tolstoj (1783–1873)
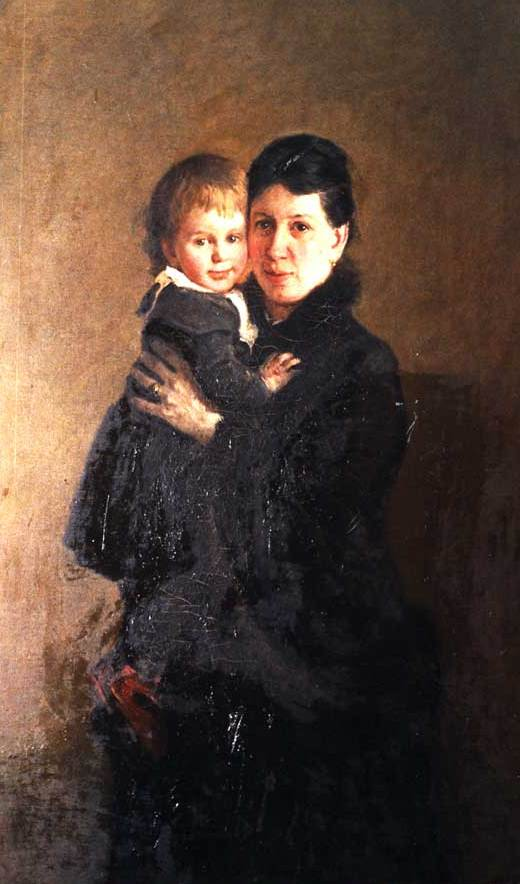
Lev Tolstojs maka Sofia och deras dotter Aleksandra

## Kända medlemmar

Den grevliga ättegrenens vapensköld.

- Lev Tolstoj (1828–1910), rysk författare
- Aleksej Tolstoj (1817–1875), rysk greve och författare
- Aleksej Tolstoj (1883–1945), rysk författare
- Dmitrij Tolstoj (1823–1889), rysk greve och statsman
- Fjodor Tolstoj (1783–1873), rysk greve och skulptör
- Aleksandr Osterman-Tolstoj (1770–1857), rysk greve och general
- Sophie Tolstoy (född 1967), svensk skådespelare
- Pjotr Olegovitj Tolstoj (född 1969) rysk politiker
- Alexander Tolstoy (född 1969), svensk skådespelare
- Dag Tolstoy (född 1993), svensk komiker